# Whistlejacket
Whistlejacket – obraz olejny namalowany przez brytyjskiego malarza George’a Stubbsa około 1762 roku, znajdujący się w zbiorach National Gallery w Londynie.
George Stubbs prawdopodobnie otrzymał zlecenie namalowania tego naturalnej wielkości portretu konia wyścigowego o imieniu „Whistlejacket” w 1762 roku. Zamówienie pochodziło od Charlesa Watsona-Wentwortha, 2. markiza Rockingham, który ostatecznie miał zamówić u niego 12 obrazów. Markiz Rockingham był jednym z najbogatszych ludzi w Anglii – i krótko premierem – i zgromadził pokaźną kolekcję rzeźby klasycznej, z której większość nabył podczas Grand Tour po Włoszech w latach 1748–1750. Jego główna rezydencja, Wentworth House (obecnie znana jako Wentworth Woodhouse) w hrabstwie Yorkshire dobrze nadawała się do wystawiania posągów – i dużych obrazów, takich jak ten. Oprócz kolekcjonowania rzeźb, inne wielkie pasje markiza Rockingham to hodowla koni wyścigowych i hazard.

## Historia konia na obrazie
Kariera „Whistlejacketa” jako konia wyścigowego była tylko umiarkowanie udana. Dopiero po tym, jak jego pierwszy właściciel, Sir William Middleton, sprzedał go markizowi Rockingham, dziesięcioletni ogier osiągnął swój największy sukces i krajową sławę, wygrywając wyścig konny w Yorku w sierpniu 1759 roku. Był to jego ostatni wyścig, ponieważ został następnie wycofany do stadniny. Słynne zwycięstwo „Whistlejacketa” nie było jednak głównym powodem zlecenia. Jako hodowca koni, Rockingham uznał, że „Whistlejacket” był pierwszorzędnym okazem czystej krwi arabskiej o najlepszych cechach rasy. Sierść „Whistlejacketa” była koloru miedzianego kasztanu, miał kasztanowy ogon i grzywę, która rozjaśniała się do bieli – podobno umaszczenie pierwotnych dzikich koni arabskich. Jego głowa była mała i zwężająca się, z szerokim czołem, delikatnie wymodelowanymi uszami i dużymi, szerokimi nozdrzami. Miał wklęsły profil – jak u gazeli – z głową łączącą się z szyją w wypukły łuk. Zadaniem Stubbsa nie było po prostu namalowanie konia, ale namalowanie portretu tego konkretnego zwierzęcia.

## Opis
George Stubbs pozwolił sobie na swobodę w pozie „Whistlejacketa”, pokazując więcej ciała niż byłoby to możliwe w naturalnej pozie, aby wzmocnić dramatyczny efekt portretu. Na przykład zarówno zad, jak i czoło są jednocześnie widoczne, podobnie jak prawe kolano i spód kopyta. Wydaje się również dzikszy i bardziej monumentalny, jego uszy są przekrzywione, nozdrza rozszerzone, a białka oczu są widoczne. Zarówno jego grzywa, jak i ogon są pełniejsze, a niestrzyżona grzywa jest ułożona w naturalny warkocz. Z wyciągniętymi przednimi nogami, ciało „Whistlejacketa” będącego w pozycji lewady, skręca się lekko w prawo, gdy odwraca głowę w stronę widza. Najbardziej rzucającą się w oczy cechą obrazu poza skalą, jest brak jeźdźca co powoduje, że cała uwaga skupia się na cechach „Whistlejacketa” jako cennego okazu fizycznego. Biorąc pod uwagę nienaturalność postawy konia, Stubbs prawdopodobnie zapożyczył tę pozę z rzeźby, ponieważ nie mógł jej obserwować ani studiować „na żywo”. 
Pomimo spekulacji, że na obrazie pierwotnie miał zostać uwzględniony także jeździec, nie ma na to dowodów. Grzbiet „Whistlejacketa” nie jest wystarczająco długi, aby zmieścić się w siodle i nie ma śladów rysowania na płótnie wskazującego na jeźdźca na koniu. Nie ma też żadnych podstaw do twierdzeń współczesnych obserwatorów, że jeźdźcem miał być Jerzy III (który został królem w 1760 roku), ale markiz Rockingham zmienił zdanie po zmianie kierunku w polityce. Takie komentarze mogły się pojawić, ponieważ widzowie po prostu nie byli przyzwyczajeni do pomysłu samodzielnego portretu konia.
Pozbawiony tła lub rozpraszających uwagę przypadkowych szczegółów, „Whistlejacket” jest zarówno pomnikiem opartym na klasycznej rzeźbie, jak i obrazem żywego zwierzęcia. Portret oparty na precyzyjnym zrozumieniu anatomii, to także ekspresyjna celebracja zwierzęcia wolnego od ograniczeń, którego dziki duch zapowiada romantyzm celebrujący naturę.